# Longitude prize

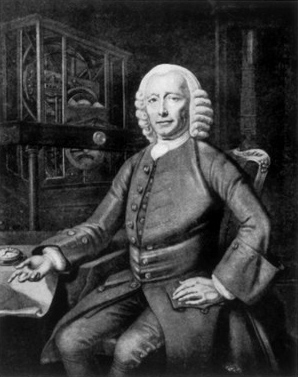
O relojoeiro inglês John Harrison, vencedor do desafio

Longitude prize (em português: Prêmio Longitude) foi um prêmio concedido no século XVIII pelo governo britânico. O prêmio de 20 mil libras seria dado a quem resolvesse um dos maiores desafios do século XVIII: como determinar a longitude de uma embarcação em alto mar?
O relojoeiro inglês John Harrison, em 1765, solucionou o problema ao criar relógios que possibilitaram que navios identificassem sua posição no mar.

## História do Prêmio
Com a descoberta do Novo Mundo e o aumento impressionante do fluxo de carga nas rotas marítimas tradicionais, a busca por um meio viável para determinar a longitude se tornou a prioridade nacional de vários impérios marítimos, dentre os quais a Inglaterra.
Em 1674, o Rei Charles II da Inglaterra ouviu dizer que a longitude poderia ser determinada através da observação dos astros no céu, como se a abóbada celeste funcionasse como um grande relógio. O Rei, então, perguntou ao astrônomo John Flamsteed sobre a possibilidade de o referido método ser usado para determinar a longitude.
Flamsteed respondeu a Charles II que a proposta era completamente inviável, considerando-se os conhecimentos astronômicos da época. Segundo ele, o único meio para contornar a situação seria a construção de um observatório, com o fim de aperfeiçoar as tabelas celestes existentes. A construção do observatório foi prontamente atendida pelo Rei.
Apesar dos avanços obtidos com o funcionamento do Observatório de Greenwich, um meio prático para determinação da longitude ainda não havia sido descoberto. Os naufrágios e atos de pirataria, no entanto, continuavam a ocorrer.
Após inúmeros naufrágios dos navios da Marinha Real (sendo o mais famoso deles o Desastre das Ilhas Scilly de 1707), o Parlamento Britânico instituiu um prêmio milionário - através do chamado Longitude Act de 1714 - para quem descobrisse como determinar a longitude no mar. Cientistas consagrados como Isaac Newton e Edmond Halley haviam tentado estabelecer um método de calcular a longitude, a partir de experimentos de astronomia, mas sem sucesso.

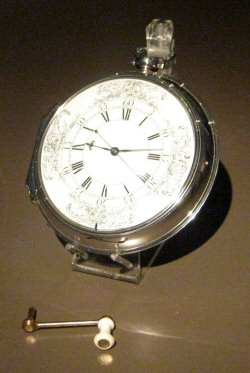
O relógio marítimo H4 criado por John Harrison, que deu a ele o prêmio

Descobrir a longitude era muito difícil porque exigia uma marcação de tempo precisa. Segundo Isaac Newton, a solução estava em criar "um método é pela utilização de um relógio que mantenha o tempo com exatidão. Porém, em virtude da movimentação do navio, da variação do calor e frio, umidade e secura, e as diferenças da gravidade em diferentes latitudes, um relógio como este ainda não foi feito. E não parece que será..."
O relojoeiro inglês John Harrison criou seu primeiro protótipo de relógio marítimo em 1761, mas o Comitê da Longitude rejeitou vários de seus protótipos e exigiu mais testes.
4 anos após seu primeiro protótipo, e 51 anos após a criação do prêmio, Harrison inventou um relógio marítimo de 5 polegadas de diâmetro que superava o movimento das ondas, além das mudanças de umidade e temperatura do mar que sempre ameaçaram o bom funcionamento do delicado mecanismo de relógios da época (até então, os marinheiros utilizavam dois relógios para conseguir se localizar: um deles era acertado todo dia de acordo com a posição do Sol no céu e o outro mantinha a mesma hora do porto de onde o navio havia zarpado. O problema acontecia sempre com este último). O famoso relojoeiro inglês sem quase nenhuma educação formal, tinha 17 anos quando o prêmio foi estabelecido, mas ele o recebeu somente quando tinha 80 anos. Ele teve pouco tempo para aproveitar as riquezas recém-conquistadas, pois morreu três anos depois, aos 83 anos.
A invenção que revolucionou a navegação e salvou inúmeras vidas, levou anos para ser reconhecida por conta das inúmeras batalhas entre membros da elite científica, que ainda estavam descrentes com a invenção.

## Biografias
- O livro "O Prêmio da Longitude", de Joan Dash, lançado em 2002, conta a história deste prêmio.[4]